# Пустиња Ферло
Пустиња Ферло (Fouta Ferlo) налази се у северном делу Сенегала у Сахелској области. Смештена је између повремене реке Вале де Ферло на југу и реке Сенегал на северу и источно од језера Гијер. Захавата површину од око 70.000 km². Према типу подлоге спада у песковите пустиње.